# فمینیسم در تایوان
تایوان دارای تاریخی پیچیده از جنبش‌های فمینیستی و حقوق زنان است که شامل دوره‌های پیشرفت و شکوفایی فمینیسم و حضور نمادهای قدرتمند زن، و دوره‌های اقتدارگرایی شدید که در آن برابری و حقوق فردی بی‌ارزش شده‌اند، می‌شود. به لطف تلاش نسل‌های مختلف فمینیست‌ها، تایوان امروزه یکی از برابرترین کشورها از نظر جنسیتی در آسیا است و به‌طور مداوم در شاخص‌های بین‌المللی مربوط به برابری جنسیتی رتبه‌ای بالاتر از کشورهای همسایه آسیای شرقی دارد (رتبه ۶ جهانی بر اساس شاخص نابرابری جنسیتی در سال ۲۰۱۹ و رتبه ۲۹ جهانی بر اساس محاسبه دولت با استفاده از گزارش جهانی فاصله جنسیتی در سال ۲۰۲۰).

## دوره استعمار ژاپن (دهه ۱۹۱۰ تا ۱۹۴۵)
در ابتدای دوره استعمار ژاپن، دولت در برخی جنبه‌ها نسبت به جامعه تایوانی پیشرفته‌تر بود.
اداره آموزش اجتماعی در دولت استعماری ژاپن سیاست‌هایی را برای کاهش سوءاستفاده و قاچاق دختران پذیرفته‌شده به فرزندی پیشنهاد کرد، به‌طور خاص برای تقویت حفاظت از این کودکان و راه‌اندازی کمپین‌هایی برای افزایش آگاهی در مورد این مسائل. در همان دوره، حذف بستن پا در سال ۱۹۱۴ توسط دولت ژاپن اعلام شد. در دهه ۱۹۲۰، دولت استعماری نسبت به اعتراضات سیاسی نسبتاً تحمل‌پذیر بود، و این اجازه را داد که اولین جنبش مستقل زنان در تاریخ تایوان شکوفا شود.

### جنبش مستقل زنان در دهه ۱۹۲۰
در طول دهه ۱۹۲۰، روشنفکران و دانشجویان پیشرو تایوانی مقالات متعددی منتشر کردند تا آگاهی دربارهٔ مسائل زنان در جامعه تایوان را افزایش دهند. در سال ۱۹۲۱، به دلیل ترس از جذب فرهنگی توسط ژاپن، انجمن فرهنگی تایوان، به‌عنوان یک جنبش اعتراضی برای درخواست تشکیل پارلمان محلی، تأسیس شد. بسیاری از روشنفکران برای افزایش آگاهی عمومی دربارهٔ حقوق زنان و مسائل مرتبط با کار به سراسر تایوان سفر کردند.
علاوه بر این، آن‌ها با قاچاق زنان مخالفت کرده و از برابری جنسیتی و حق رأی عمومی حمایت کردند. به گفته دوریس چانگ، هدف این جنبش‌ها آزادی زنان تایوانی از سلطه استعماری، ستم پدرسالارانه و استثمار سرمایه‌داری بود.
با وقوع جنبش فرهنگ جدید در چین از ۱۹۱۵ تا ۱۹۲۳، که آگاهی از فرهنگ مدرن را برای جایگزینی با مفاهیم برخی از اصول کنفوسیوسی ترویج می‌کرد، روشنفکران تایوانی تحت تأثیر ایده‌های پیشرو قرار گرفتند و در نهایت جنبش فرهنگ جدید تایوان را در دهه ۱۹۲۰ آغاز کردند. در جریان این جنبش، مقالاتی به نقد فرودستی زنان در نظام سنتی کنفوسیوسی پرداختند و اعلام کردند که آسمان برابری میان مردان و زنان را فراهم آورده و از حقوق بشر حمایت کردند.
روشنفکران مفهوم آسمان را بازتفسیر کرده و انسانیت مشترک و برابری جنسیتی میان مردان و زنان را مشروعیت بخشیدند. این طرفداران فرهنگ جدید همچنین از استقلال زنان در ازدواج و خانواده حمایت کردند. یک روشنفکر زن به نام سو یی‌چن از زنان خواست تا در برابر هرگونه اجبار ازدواج که والدین دختران خود را به ازدواج‌های ناخواسته مجبور می‌کنند، مقاومت کنند. او باور داشت که ازدواج باید آزادانه بین دو فرد و بر اساس احترام و نظرات متقابل انجام شود.
از دهه ۱۹۲۰ تا ۱۹۳۱، ارتقاء برابری جنسیتی و جایگاه زنان در زمینه‌های اجتماعی و سیاسی تایوان ترویج شد، از جمله بازنگری در برخی مفاهیم کنفوسیوسی.
به دلیل صنعتی‌سازی تایوان در اواسط دهه ۱۹۲۰، اختلافات کاری بین سرمایه‌داران ژاپنی و کارگران تایوانی افزایش یافت. بیشتر اعتصاب‌کنندگان زن به شرایط کاری نامطلوب، دستمزد نابرابر بین مردان و زنان و مسائل دیگر اعتراض کردند. سازمان‌های چپ‌گرا مانند اتحادیه کشاورزان تایوان و حزب کمونیست تایوان از حقوق زنان حمایت کردند و در عین حال به‌طور منظم سخنرانی‌هایی برگزار کردند که زنان کارگر مزرعه را بیدار کرده و آنان را به اتحاد با مردان کارگر برای مقابله با سرمایه‌داران ژاپنی ترغیب می‌کردند. این جنبش‌ها با کمک انجمن فرهنگی تایوان صورت گرفت که در واقع به یک استراتژی نظامی برای دستیابی به استقلال از امپراتوری ژاپن در سال ۱۹۲۸ منجر شد.
در حالی که برخی انجمن‌های مستقل زنان در جنبش‌های خود موفق بودند، بسیاری از فعالان فمینیست نسبت به استثمار زنان کارگر توسط سرمایه‌داران آگاهی داشتند. اهداف برخی از انجمن‌های مستقل زنان، در مقایسه با اهداف انقلابی اتحادیه کشاورزان تایوان و حزب کمونیست تایوان، نسبتاً معتدل و اصلاح‌طلبانه بود.
علاوه بر ترویج حقوق زنان کارگر و جنبش‌های فمینیستی در تایوان، این انجمن‌ها به تبادل ایده‌ها و دانش پرداختند و همچنین حمایت‌های عاطفی میان اعضای گروه‌های مختلف انجمن‌ها ارائه کردند.